# Protopterus
Protopterus Owen, 1839 è un genere di pesci ossei delle acque interne dell'Africa, detti prototteri, nonché unico genere della famiglia Protopteridae Peters, 1855.

## Descrizione

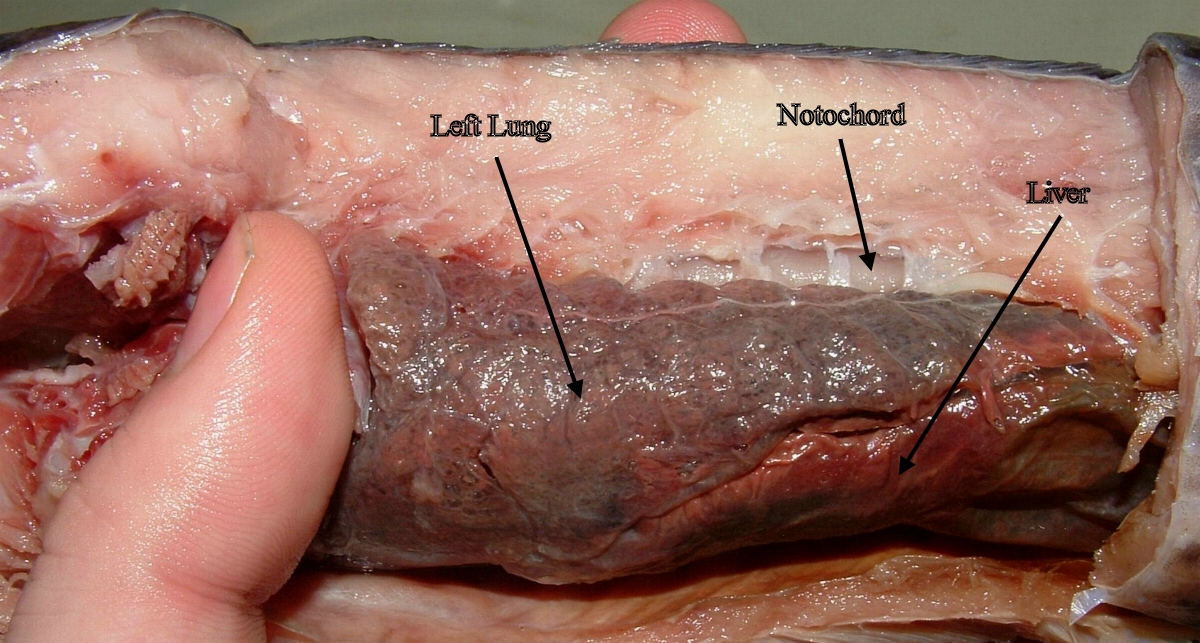
Vista laterale del polmone di un Protopterus dolloi

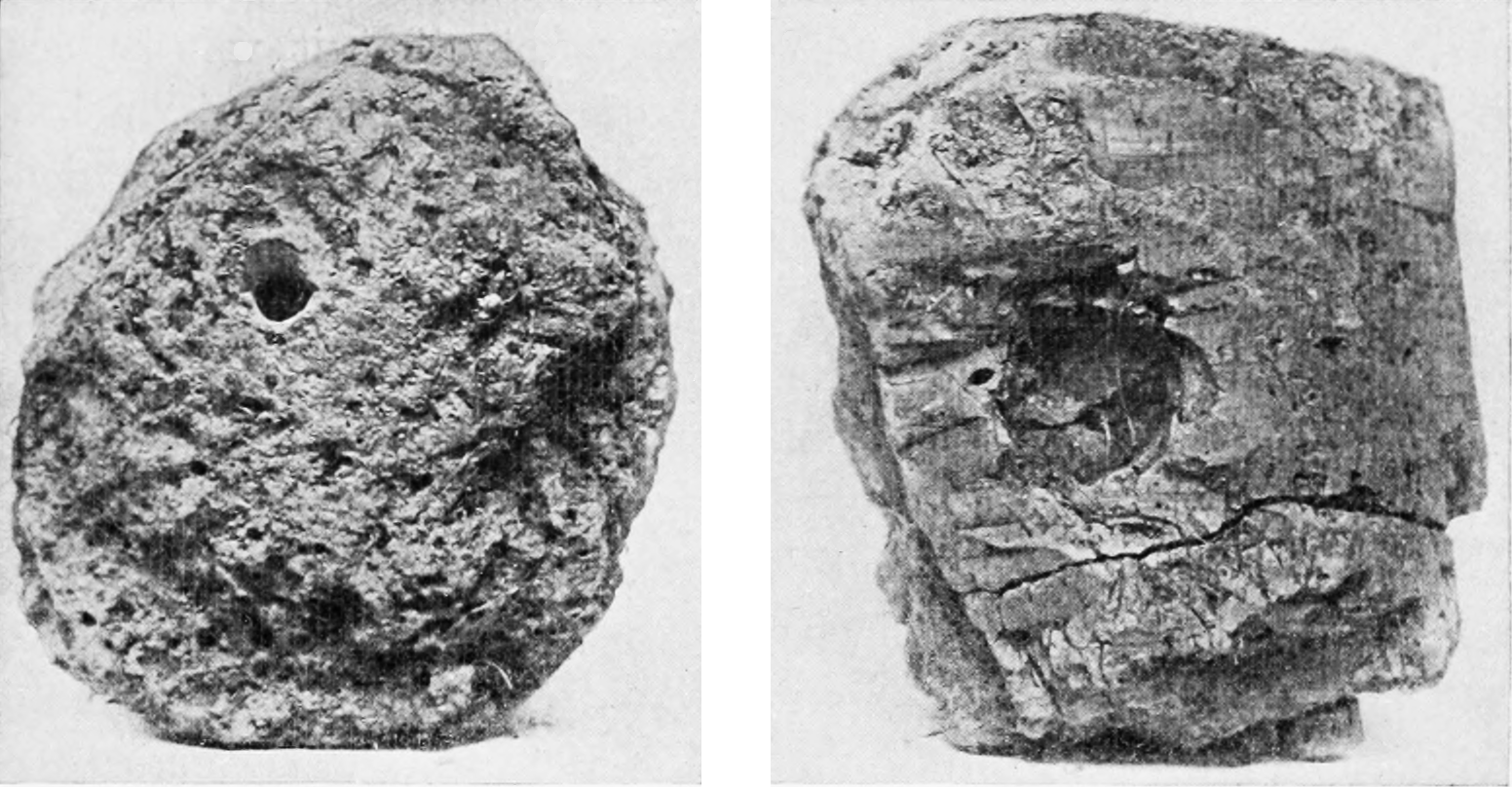
Bozzolo di un protottero

Sono dotati sia di branchie sia di un polmone bilobato, ma avendo perduto le prime due branchie sono obbligati a respirare aria: annegherebbero se fosse loro impedito di prendere una boccata d'aria.
Durante le stagioni secche in cui i corsi d'acqua dolce si prosciugano, i prototteri sopravvivono scavandosi una tana, avvolgendosi in un bozzolo di fango e respirando aria atmosferica.

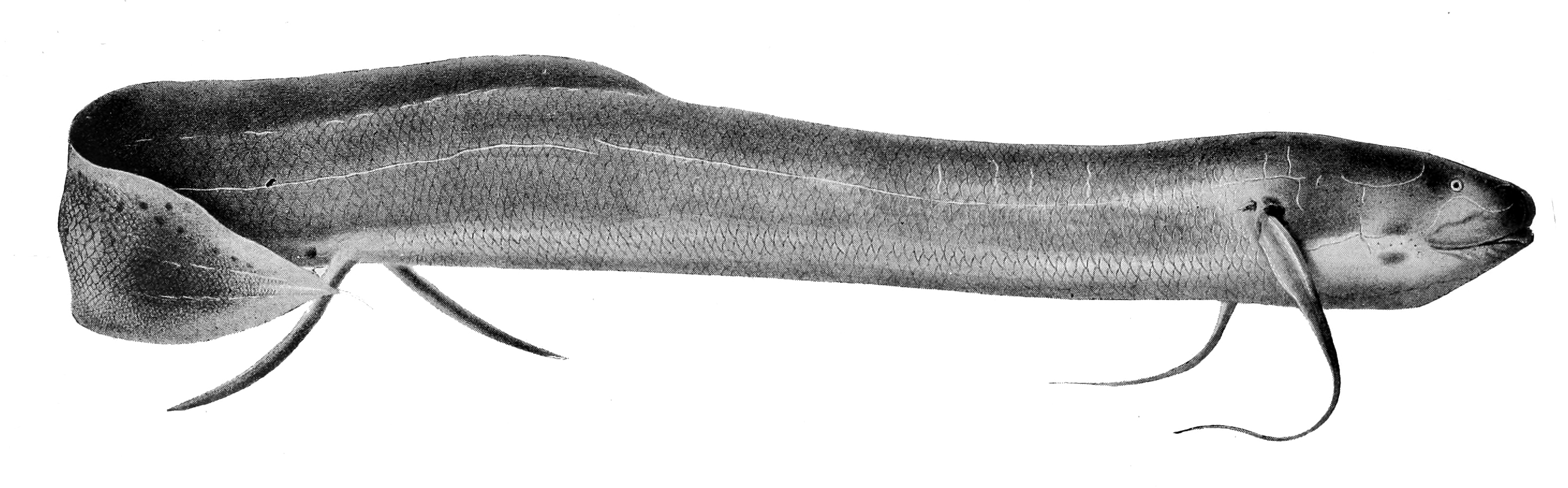
Protopterus dolloi

## Tassonomia

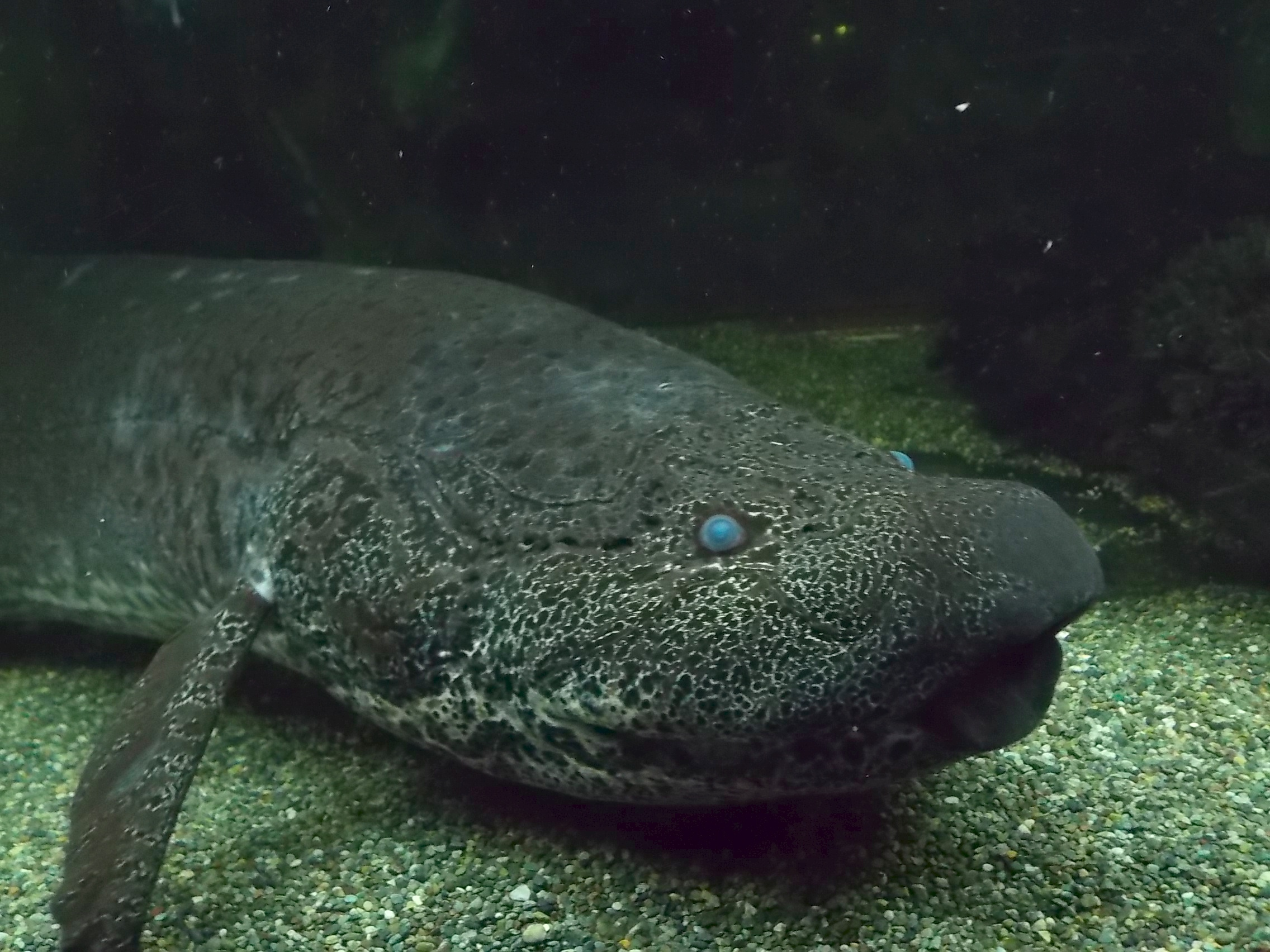
Protopterus aethiopicus

Il genere comprende le seguenti specie:
- Protopterus aethiopicus Heckel, 1851
  - Protopterus aethiopicus aethiopicus
  - Protopterus aethiopicus congicus
  - Protopterus aethiopicus mesmaekersi
- Protopterus amphibius (Peters, 1844)
- Protopterus annectens (Owen, 1839)
  - Protopterus annectens annectens
  - Protopterus annectens brieni
- Protopterus dolloi Boulenger, 1900